# Ерёмовка (Гомельская область)
Ерёмовка (бел. Яромаўка) — посёлок в Носовичском сельсовете Добрушского района Гомельской области Республики Беларусь.

## География

### Расположение
В 22 км на юг от Добруша, 11 км и железнодорожной станции Зябровка (на линии Гомель — Бахмач), 22 км от Гомеля.

## Транспортная сеть
Рядом автодорога Тереховка — Климовка. Планировка состоит из короткой прямолинейной, меридиональной улицы, застроенной деревянными домами.

## История
Основан в 1920-е годы переселенцами из соседних деревень на бывших помещичьих землях. В 1930 году жители вступили в колхоз. Во время Великой Отечественной войны в сентябре 1943 года оккупанты полностью сожгли посёлок и убили 1 жителя. В 1959 году в составе госплемзавода «Носовичи» (центр — деревня Носовичи).

## Население

### Численность
- 2004 год — 13 дворов, 24 жителя

### Динамика
- 1940 год — 12 дворов, 42 жителя
- 1959 год — 32 жителя (согласно переписи)
- 2004 год — 13 дворов, 24 жителя